# ویلیام گرگان
ویلیام گرگان (انگلیسی: William Greggan; ۵ دسامبر ۱۸۸۲ – ۷ فوریهٔ ۱۹۷۶) ورزشکار اهل بریتانیا بود.